# Njasvizj slott

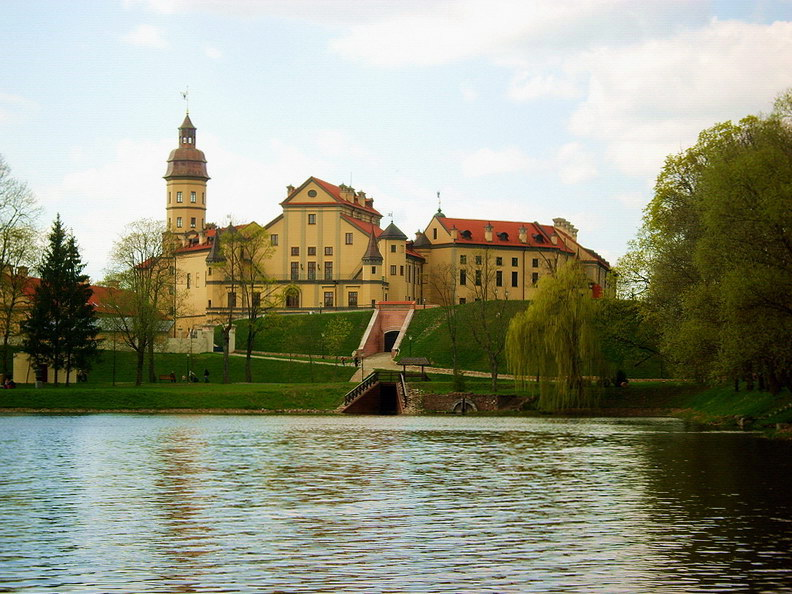
Njasvizj slott, fotograferat 2013

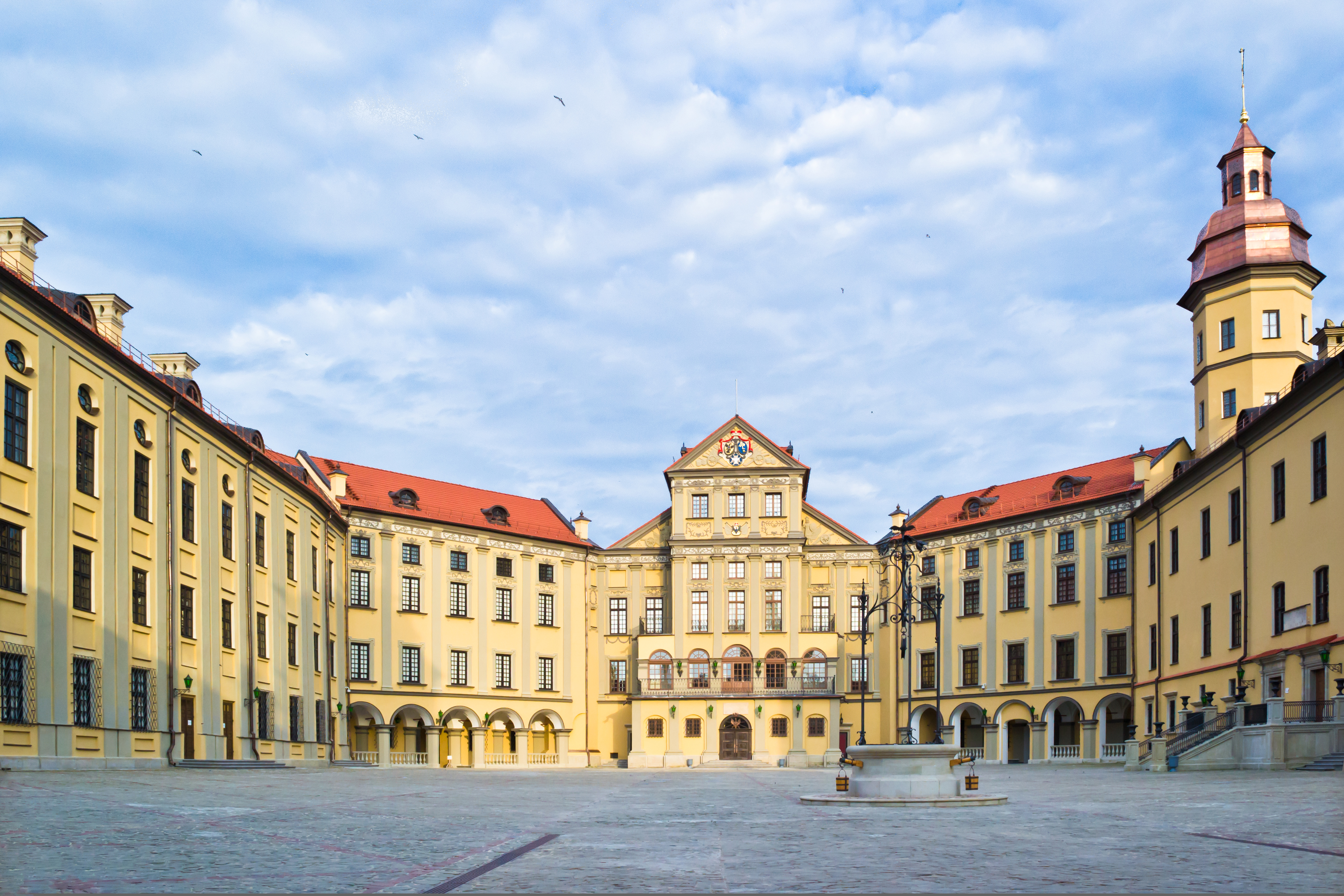
Slottets borggård

Njasvizj slott är en slottsbyggnad och ett världsarv i staden Njasvizj i Belarus.

## Historik
Det rektangulära trevåningsslottet beställdes av den illustra magnaten Radziwiłł år 1582. Huvudbyggnaden stod färdig 1604, flera gallerier byggdes ett halvsekel senare. Slottets hörn var fortifierade med fyra åttakantiga torn.
År 1706, under stora nordiska kriget, plundrade Karl XII:s armé slottet och förstörde fortifikationerna. Några decennier senare, bjöd familjen Radziwiłł in några tyska och italienska arkitekter som renoverade och utökade slottet. Antoni Zaleski smyckade den gula fasaden med barockstuckaturer. 1600-talsslottets portar rekonstruerades också och dess två våningar höga torn kröntes med en tornhuv.

### Kristi kropps kyrka
Den viktigaste byggnaden i Njasvizj är Kristi kropps kyrka (1587–1603), ansluten till slottet med en fördämning över ett dike och innehåller kistor med 72 medlemmar ur Radziwiłłfamiljen. Kyrkan ritades av den italienska arkitekten Gian Maria Bernadoni. Kyrkan anses vara det första Jesuitiska templet med Il Gesu i Rom som förebild, den första kupoltäckta basilikan med barockfasad i världen och den första barockarkitekturen i östra Europa. Vid sidan av omsorgsfullt gjorda furstliga gravar, har interiören några sena barockfresker från 1760 och Heligakorsaltare, skapat av venetianska skulptörer 1583.

### Renoveringar och senare användning
1881–1886 renoverades slottets interiör av prins Antoni Radziwiłł och hans fru Marie de Castellane. De designade också slottsparken i engelsk stil. 1939 kastades familjen ut från slottet av den invaderande Röda armén. Under Sovjettiden användes slottets som ett sanatorium. Parken lät man successivt förfalla.
År 1994 förklarades slottet ett nationalhistoriskt och kulturellt reservat. Rekonstruktionen som följde har fått skarp kritik för sin orättfärdiga rekonstruktion av flera sedan länge förstörda byggnader, däribland ett klocktorn. År 2002 förstördes övervåningen på residenset av en brand. Tre år senare blev slottet utsett till världsarv av Unesco.

## Andra av familjen Radziwiłłs residens
- Mirs slott
- Olyka slott